# Kuala Dua Belas
Kuala Dua Belas is een bestuurslaag in het regentschap Ogan Komering Ilir van de provincie Zuid-Sumatra, Indonesië. Kuala Dua Belas telt 891 inwoners (volkstelling 2010).